# NGC 6130
NGC 6130 este o brightest cluster galaxy⁠(d) situată în constelația Dragonul. A fost descoperită în 28 iulie 1886 de către Lewis A. Swift.